# Georg Adam Hillengaß
Georg Adam Hillengaß (* 18. Januar 1828 in Breitenbronn (Aglasterhausen); † 26. Dezember 1869) war ein deutscher Landwirt, Gelehrter und „Revolutionär“.
Georg Adam Hillengaß wurde als Sohn eines begüterten Landwirts und Bürgermeisters geboren. Die Eltern wollten nach dem Tod des ältesten Sohnes, dass Georg Adam die Landwirtschaft übernehmen sollte. Dazu hatte dieser keine Lust. Schon als Zwölfjähriger half er dem Lehrer und Ratsschreiber bei der Abfassung von Schriftsätzen. Mit 13 Jahren lernte er die französische Sprache anhand der Lehrbücher seines Bruders. Mit 15 Jahren befasste er sich mit Latein. Die Eltern stimmten seinem Studienwunsch zu, sofern er danach die Landwirtschaft übernehme. Mit 17 Jahren Studium der freien Künste und Wissenschaften in Heidelberg. 1847 mit 19 Jahren Doktorwürde (Dr. phil.) 1848 Vorsitzender der Volksvereine Breitenbronn und Aglasterhausen, Verhaftung und Anklage wegen Hochverrats. Nach kurzer Haft in der Bundesfestung Rastatt Freilassung und Rückkehr nach Breitenbronn.
1866 erteilte das Großherzogtum Baden die Genehmigung für die im Volksmund genannte „Universität“ Breitenbronn. Die bis zu 30 Schüler der Gelehrtenschule wurden im elterlichen Haus und im Ort untergebracht. Es entwickelte sich studentisches Leben in Breitenbronn. Zu den Schülern zählten spätere bedeutende Persönlichkeiten, wie Wilhelm Blos, der erste Staatspräsident von Württemberg.
Georg Adam starb 1869 an einem Schlaganfall. Die Gemeinde benannte die Hauptstraße des Ortes „Dr.-Hillengaß-Str.“.

## Werke
- Restauration in Baden: 2 Manuskripte von Georg Adam Hillengaß aus den Jahren 1849 und 1851, herausgegeben von Ernst Ritter, Koblenz: Bundesarchiv, 2002 (Heft 6) ISBN 3-89192-122-5.